# جون أ. جين
جون أ. جين (بالإنجليزية: John A. Jane)‏ هو جراح أعصاب وأستاذ جامعي أمريكي، ولد في 21 سبتمبر 1931 في شيكاغو في الولايات المتحدة، وتوفي في 18 سبتمبر 2015 في شارلوتسفيل في الولايات المتحدة.